# Ambassade de France en Espagne

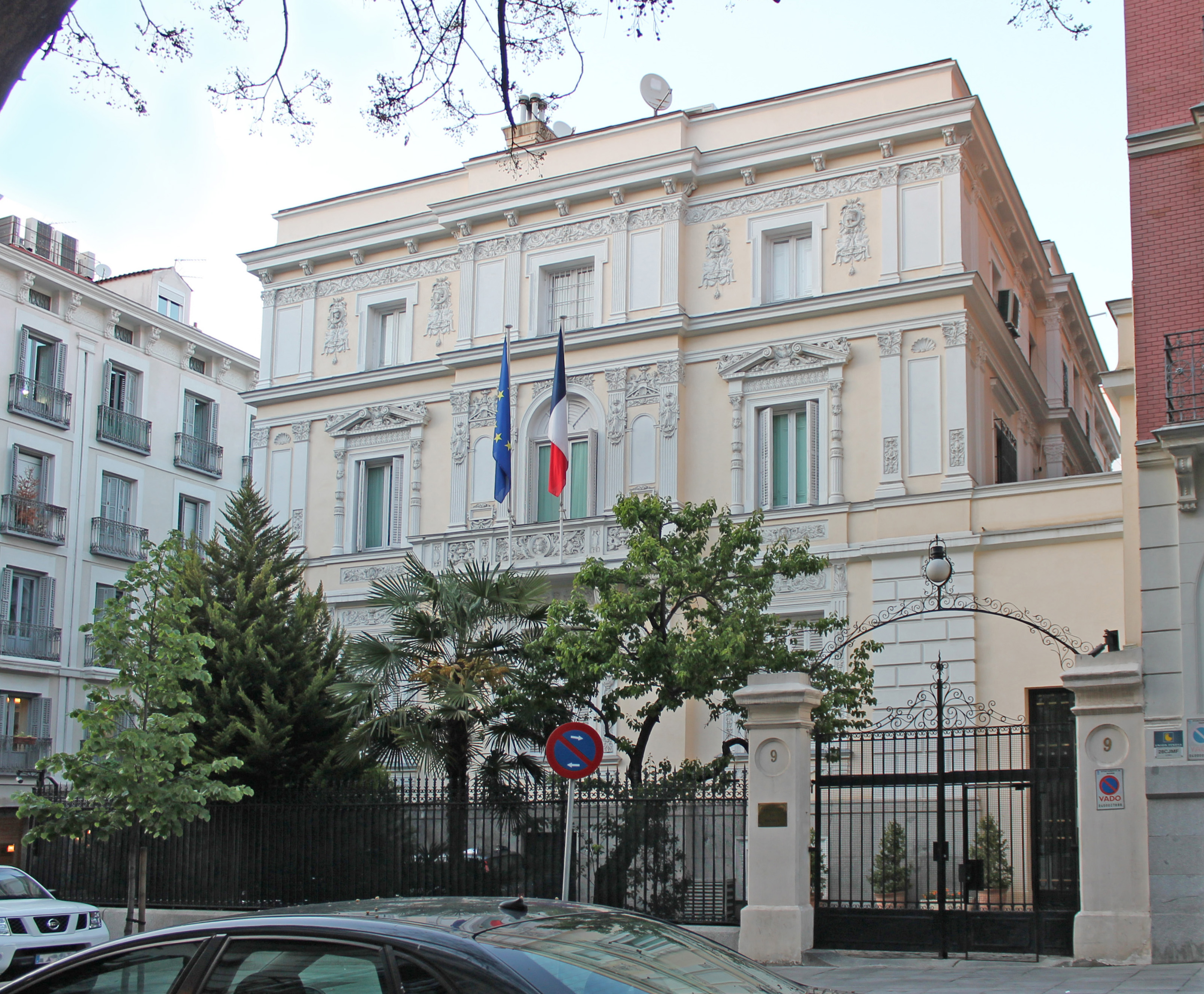
Ambassade de France à Madrid.

L'ambassade de France en Espagne est la représentation diplomatique de la République française auprès du royaume d'Espagne. Elle est située à Madrid, la capitale du pays, et son ambassadrice est, depuis le 13 janvier 2025, Kareen Rispal.

## Ambassade
L'ambassade est située au no 9 de la rue Salustiano Olózaga, à l'angle de la rue Villalar, dans un quartier central proche du parc du Retiro et de la porte d'Alcalá, à Madrid. La Résidence de France se situe au no 124 de la rue Serrano. Le consulat général de France se trouve au no 10 de la rue Marqués de la Ensenada, près de la place Colomb.

### Histoire
L'immeuble a été construit entre 1876 et 1879, par l'architecte de l'Académie royale des Beaux-Arts Saint-Ferdinand, Francisco de Cubas y González. Le quartier de Salamanca dans lequel il est situé commençait alors devenir une banlieue aisée de la nouvelle expansion de la ville. Il a été conçu en retrait de la rue, afin de faire ressortir sa façade et de permettre la création d'un jardin. Composé de trois étages, il a été conçu avec les meilleurs matériaux de Madrid et décoré par des arcs, des linteaux et des piliers dans le style classique italien, mais avec aussi des touches néobaroques qui font l'originalité de cet édifice. L'État français l'a acheté au comte de Fuente Nueva de Arenzana à la fin du XIXe siècle pour en faire la résidence de la légation. Des travaux ont été réalisés afin de permettre l'installation de la chancellerie.

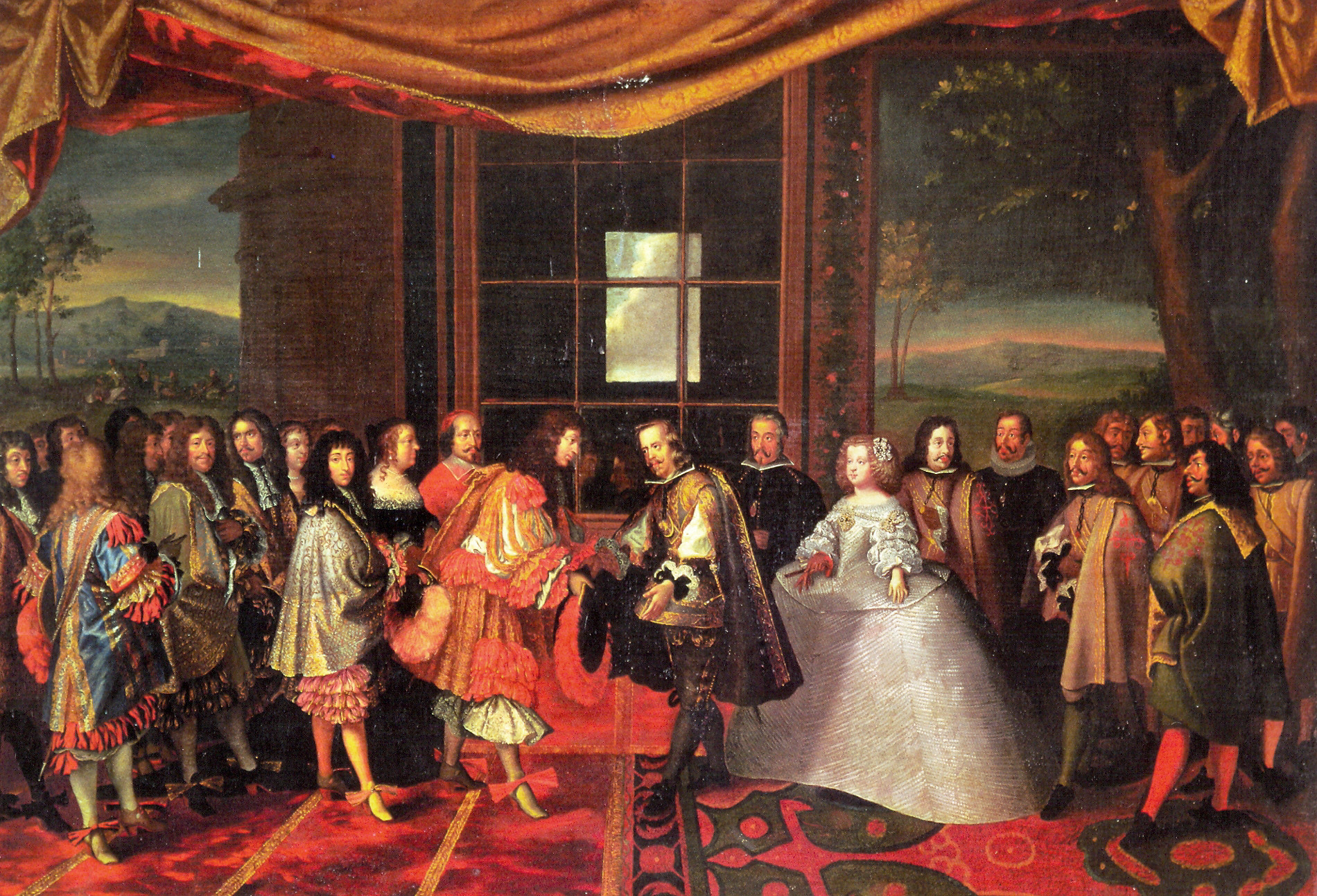
Le traité des Pyrénées.

La résidence, connue sous le nom de Villa andalouse en raison de son architecture, a elle été acquise auprès de la famille Irquijo le 19 mars 1941 par l'ambassadeur, François Piétri. L'ensemble occupe une surface totale de plus de 18 000 m2 et comprend deux bâtiments, l'un de 1920, l'autre de 1930. Les travaux de réaménagement ont duré près de vingt ans, sous la direction de l'architecte Jean-Jacques Haffner, puis Guy Mélicourt.
Dans le grand salon de la Résidence se trouvent deux tapisseries des Gobelins : l'entrevue de Philippe IV et de Louis XIV dans l'île des Faisans, le 7 juin 1660 (d'après Charles Le Brun, tissée de 1665 à 1668, voir photo) et le Mariage du roi, le 9 juin 1660.

### Ambassadeurs
| De | À    | Ambassadeur           |
| --- | ---- | --------------------- |
| Cinq derniers ambassadeurs, pour les précédents, voir la liste des ambassadeurs de France en Espagne. |      |                       |
| 2007                                                                                                  | 2012 | Bruno Delaye          |
| 2012                                                                                                  | 2015 | Jérôme Bonnafont (es) |
| 2015                                                                                                  | 2019 | Yves Saint-Geours     |
| 2019                                                                                                  | 2024 | Jean-Michel Casa      |
| 2025                                                                                                  | auj. | Kareen Rispal         |

## Consulats
Outre celui de Madrid, il existe trois consulats généraux de France en Espagne, basés à Séville, Barcelone et Bilbao, ainsi que plusieurs consuls honoraires rattachés aux consulats généraux :
- Consuls honoraires rattachés au Consulat général de Madrid :
  - Alicante
  - Valence
  - Murcie
  - Las Palmas de Grande Canarie et Arrecife de Lanzarote (Îles Canaries)
  - Valladolid
  - Santa Cruz de Tenerife

- Consuls honoraires rattachés au Consulat général de Barcelone :
  - Lérida
  - Gérone
  - Saragosse
  - Palma de Majorque
  - Ibiza

- Consuls honoraires rattachés au Consulat général de Bilbao :
  - Gijón
  - La Corogne
  - Logroño
  - Vigo
  - Pampelune

- Consuls honoraires rattachés au Consulat général de Séville :
  - Algésiras
  - Almería
  - Cadix
  - Ceuta
  - Cordoue
  - Grenade
  - Melilla

### Communauté française
Le nombre de Français établis en Espagne est estimé à 150 000, quatrième communauté française dans le monde après celles des États-Unis, du Royaume-Uni et de l'Allemagne. Au 31 décembre 2016, 84 730 Français sont inscrits sur les registres consulaires. Au 31 décembre 2014, les 90 610 inscrits étaient ainsi répartis entre les quatre circonscriptions : Madrid : 39 479 • Barcelone : 35 445 • Séville : 10 015 • Bilbao : 5 671.
| 2001   | 2002   | 2003   | 2004   |
| ------ | ------ | ------ | ------ |
| 48 661 | 56 867 | 65 669 | 68 477 |

| 2005   | 2006   | 2007   | 2008   |
| ------ | ------ | ------ | ------ |
| 71 226 | 82 458 | 69 290 | 82 050 |

| 2009   | 2010   | 2011   | 2012   |
| ------ | ------ | ------ | ------ |
| 86 173 | 89 391 | 94 056 | 95 052 |

| 2013   | 2014   | 2015   | 2016   |
| ------ | ------ | ------ | ------ |
| 91 707 | 90 610 | 86 016 | 84 730 |

| 2017   | 2018   | 2019   | 2020   |
| ------ | ------ | ------ | ------ |
| 85 121 | 83 331 | 83 614 | 80 894 |

### Circonscriptions électorales
Depuis la loi du 22 juillet 2013 réformant la représentation des Français établis hors de France avec la mise en place de conseils consulaires au sein des missions diplomatiques, les ressortissants français d'Espagne élisent pour six ans des conseillers consulaires dans chacune des circonscriptions suivantes :
1. Barcelone : six conseillers ;
2. Madrid, Séville et Bilbao : sept conseillers.

Ces derniers ont trois rôles : 
1. ils sont des élus de proximité pour les Français de l'étranger ;
2. ils appartiennent à l'une des quinze circonscriptions qui élisent en leur sein les membres de l'Assemblée des Français de l'étranger ;
3. ils intègrent le collège électoral qui élit les sénateurs représentant les Français établis hors de France. Afin de respecter la représentativité démographique, six délégués consulaires sont élus dans les deux circonscriptions (deux dans la 1re et quatre dans la 2e) pour compléter ce collège électoral.

Pour l'élection à l'Assemblée des Français de l'étranger, l'Espagne représentait jusqu'en 2014 une circonscription électorale ayant pour chef-lieu Madrid. Elle attribuait cinq sièges à cette assemblée. L'Espagne appartient désormais à la circonscription électorale « Péninsule ibérique » dont le chef-lieu est Madrid et qui désigne six de ses 20 conseillers consulaires pour siéger parmi les 90 membres de l'Assemblée des Français de l'étranger.
Pour l'élection des députés des Français de l’étranger, l'Espagne dépend de la 5e circonscription.

### Instituts français
- Institut français de Barcelone
- Institut français de Madrid
- Institut français de Saragosse
- Institut français de Valence